# Танец с преступником
«Танец с преступником» (англ. Dancing with Crime) — британский фильм нуар режиссёра Джона Пэдди Кастэйрса, который вышел на экраны в 1947 году.
Действие фильма происходит в послевоенном Лондоне. Молодой парень Дэйв Робинсон (Билл Оуэн) в погоне за лёгкими деньгами вступает в действующую под прикрытием клуба «Дворец танцев» криминальную группировку, которую возглавляют владелец клуба мистер Грегори (Барри Джонс) и его правая рука, арт-директор Пол Бейкер (Барри К. Барнс). При дележе добычи Дэйва убивают, после чего его друг детства и армейский товарищ, молодой таксист Тед Питерс (Ричард Аттенборо) решает разобраться в причинах убийства и найти виновных. Когда выясняется, что следы преступления ведут в клуб, невеста Теда, привлекательная танцовщица Джой Гудолл (Шейла Сим) устраивается туда на работу, собирая для него важную информацию. В конечном итоге Теду с помощью Джой удаётся вычислить преступников и разгромить всю банду.
Фильм получил в целом позитивные отзывы критики за увлекательный сюжет, добротную режиссёрскую работу и качественную актёрскую игру.

## Сюжет
В послевоенном Лондоне двое друзей детства и армейских товарища, Дэйв Робинсон (Билл Оуэн) и Тед Питерс (Ричард Аттенборо), а также из общая подруга, невеста Теда, танцовщица из шоу Джой Гудолл (Шейла Сим) встречаются в баре. Затем Тед, который работает таксистом, подвозит Дейва в клуб «Дворец танцев», где тот занимается какими-то подозрительными делами, но за приличные деньги. Когда Дэйв уговаривает нуждающегося в деньгах Теда работать вместе с ним, тот категорически отказывается.
Дэйв проходит в клуб, где в зале встречает свою подружку, платную танцовщицу Тони Мастерс (Джуди Келли), а затем поднимается в кабинет управляющего, мистера Грегори (Барри Джонс). Там, в присутствии своего ближайшего помощника, арт-директора клуба Пола Бейкера (Барри К. Барнс) происходит делёжка денег с последнего «дела». Когда мистер Грегори предлагает Дэйву 50 фунтов, это возмущает его, и он устраивает в офисе бурный скандал, на который прибегает Тони Мастерс. Когда мистер Грегори достаёт пистолет, Дэйв выбивает его из рук, и начинается драка. Оружие подбирает Пол, который стреляет в спину убегающему Дэйву. Смертельно раненый Дэйв добирается до припаркованной у клуба машины Теда, который зашёл в соседний паб погреться. Дэйв падает на заднее сиденье автомобиля и теряет сознание. Выйдя из паба, ничего не подозревающий Тед видит стоящего у клуба Пола, который погнался за Дейвом, но потерял его из виду. Затем Тед уезжает в другую часть города на встречу с Джой. Когда он, наконец, открывает заднюю дверь своей машины, из салона вываливается тело уже умершего Дэйва.
Дело расследуют инспектор Скотленд-Ярда Картер (Джон Уорик) и детектив-сержант Мюррей (Гарри Марш). В квартире Дэйва полиция находит фотографию Тони, которую Тед опознаёт как девушку Дейва. Вскоре мистер Грегори, узнав из газет имя Теда, под видом полицейского приезжает к нему в таксомоторный парк, где осматривает его машину на предмет улик, а также убеждается в том, что перед смертью Дэйв не успел ничего сказать Теду. Тем не менее, он понял, что у Теда сложилось впечатление, что смерть Дейва как-то связана с клубом «Дворец танца». Намереваясь проверить свои подозрения, Тед вместе с Джой приезжает в клуб, откуда, по его мнению, мог выбежать раненый Дейв. Там Джой встречает свою подругу и коллегу Аннетт (Диана Дорс), которая работает платной партнёршей на танцах. В клубе Тед замечает Пола, который является ведущим танцевального вечера, а также Тони, которая близко с ним знакома. Пол в свою очередь замечает Теда. Тони рассказывает Полу, что Тед мог видеть её фотографию, которую она подарила Дейву. Джой, у которой заканчивается контракт в одном из шоу, по предложению подруги решает устроиться на работу в «Дворец танцев». При этом, как они договариваются с Тедом, Джой будет следить за происходящим в клубе. Аннетт представляет Джой Полу, который принимает её на работу. После доклада Пола мистер Грегори принимает решение устранить Теда и одновременно подставить его в убийстве Дэйва. Когда подручный Грегори по имени Сниффи (Сирил Чемберлен) вместе с напарником обманным путём вывозит Теда на уединённый склад и под угрозой оружия объясняет, как он будет подставлен в ограблении и убийстве, Тед вступает с двумя бандитами в драку. Он вырубает обоих и забирает у них пистолет, из которого был убит Дэйв. После этого провала Грегори отправляет Сниффи «отдохнуть на ферму». По дороге киллер Сид (Дэнни Грин) ликвидирует Сниффи по указанию Грегори.
Тед приходит в полицию, передавая инспектору оружие, и одновременно рекомендует повнимательнее присмотреться к клубу «Дворец танцев», однако инспектор игнорирует его совет. В клубе Пол, заметив, что Джой пользуется популярностью у клиентов, предлагает ей в качестве дополнительного заработка заняться продажей краденого женского белья. Тони ревнует, что Пол переключил своё внимание на Джой. Детектив-сержант Мюррей (Гарри Марш) приезжает в клуб, где допрашивает мистера Грегори и Пола, которые утверждают, что не знают Дэйва, а Тони уверяет, что Дэйв был лишь одним из её клиентов на танцах. Они заявляют, что в день убийства не видели Дейва, и в момент убийства, по словам Тони, бармен должен был видеть их спорящими между собой в баре. Удовлетворённый таким объяснением, Мюррей уходит, а Тони выражает Полу своё возмущение его неумелым поведением, связанным с увлечением Джой. Мистер Грегори вызывает к себе бармена Джонни (Питер Крофт) и в присутствии Пола просит его приготовиться к ограблению крупного универсального магазина в ближайшее время. Полу же мистер Грегори поручает внимательнее следить за Тони, которая может стать опасна.
В баре подвыпившая Тони подходит к Джой, советуя ей как можно скорее уволиться из клуба, так как «атмосфера здесь нездоровая». Появившийся Пол просит Тони остановиться. В ответ она обвиняет его в увлечении Джой и заявляет, что знает множество парней получше него, включая Дэйва. Пол просит её замолчать и даёт пощёчину, после чего Тони убегает. Джой приходит в автопарк к Теду, сообщая, что Пол занимается делами на чёрном рынке и даже предложил ей вступить в банду. Затем она рассказывает о стычке между Тони и Полом и упоминанием в этой связи Дэйва. Тед догадывается, что между Дэйвом и Полом была какая-то связь, и просит Джой продолжить расследование. Тем же вечером Джой возвращается в клуб, и из приёмной мистера Грегори подслушивает его разговор с Полом, в котором они обсуждают предстоящее ограбление, запланированное на вечер, а также то, как убрать Тони, отправив её «на ферму». Джой по телефону сообщает об этом Теду, который обещает проверить всё сам, и в случае обнаружения чего-либо подозрительного, немедленно связаться с инспектором Картером. Тони, которая собирает вещи, звонит Сид, заявляя, что будет через несколько минут. В этот момент появляется сержант Мюррей, чтобы доставить Тони в участок. Инспектор Картер говорит, что у них появилась информация о её связи с Дэйвом. Так как она отказывается давать объяснения, инспектор оставляет её в участке до утра.
Тем временем бандиты подъезжают на склад универмага, где Пол оглушает сторожа. Когда бандиты вскрывают замок, подъезжает Тед. Мистер Грегори встречает его, и, продолжая играть перед ним роль полицейского, выясняет, что Тед получил информацию об ограблении от Джой. Затем они проходят внутрь помещения, где мистер Грегори и Пол направляют на Теда пистолеты. Грегори уезжает, чтобы разобраться с Джой, а Пол уводит Теда, чтобы застрелить его. Бандиты оглушают Теда, а затем продолжают погрузку в то время, как Пол остаётся с ним наедине. Когда Пол уже собирается выстрелить, Тед неожиданно ногой толкает его руку, выстрел проходит мимо, после чего Тед хватает за оружие в руках Пола, и начинается драка. Наконец, Тед наносит Полу удар, после которого тот падает с лестницы и теряет сознание. Тед звонит Картеру, сообщая о происходящем. Полиция посылает своих людей к универмагу, а слышавшая этот разговор Тони рассказывает всё, что ей известно. Полиция арестовывает Пола, и приезжает в клуб за Грегори. В клубе мистер Грегори забирает всю хранящуюся в сейфе наличность и берёт Джой в качестве заложницы. Вместе с Джонни они выводят Джой собираясь бежать. Когда они садятся в машину, их замечает подъехавший Тед. Начинается погоня, в ходе которой Тед прижимает машину бандитов, которая в итоге врезается в витрину магазина, а находящийся за рулём Джонни теряет сознание. Грегори выходит из машины, и, используя Джой в качестве щита, открывает огонь по подъехавшим детективам. Тед незаметно подбирается к Грегори и набрасывается на него, после чего преступника разоружает полиция. Тед и Джой обнимают друг друга, а полиция уводит Грегори.

## В ролях
- Ричард Аттенборо — Тед Питерс
- Барри К. Барнс — Пол Бейкер
- Шейла Сим — Джой Гудолл
- Гарри Марш — детектив сержант Мюррей
- Джон Уорик — инспектор Картер
- Джуди Келли — Тони Мастерс
- Барри Джонс — мистер Грегори
- Билл Оуэн — Дэйв Робинсон
- Сирил Чемберлен — Сниффи
- Питер Крофт — Джонни
- Диана Дорс — Аннетт (в титрах не указана)
- Дирк Богард — полицейский, говорящий по радиосвязи (в титрах не указан)

## История создания фильма
Начав сниматься в кино в 1942 году, Ричард Аттенборо впоследствии стал одним из самых признанных британских актёров, кинопродюсеров и режиссёров. Как актёр он трижды номинировался на премию BAFTA, завоевав награду за фильм «Сеанс дождливым вечером» (1964), а также был удостоен двух премий «Золотой глобус» за роли второго плана в фильмах «Песчаная галька» (1966) и «Доктор Дулиттл» (1967). В 1983 году за фильм «Ганди» (1982) Аттенборо завоевал два «Оскара» как продюсер и как режиссёр и «Золотой глобус» — как режиссёр. Помимо этого, он ещё две номинации «Золотой глобус», а также на БАФТА за фильм «Клич свободы» (1987), а также одна премия и две номинации за фильм «Страна теней» (1933).
Аттенборо и Шейла Сим в реальной жизни были мужем и женой, и это был их первый совместный фильм. Аттенборо и Сим поженились 22 января 1945 года. Он скончался 24 августа 2014 года в возрасте 90 лет, а она — 19 января 2016 года в возрасте 93 лет. Шейла Сим ушла на пенсию в 1955 году, снявшись всего в девяти фильмах, не считая эпизодической роли посетителя в фильме своего мужа «Со мной все в порядке, Джек» (1959).
Как отмечает историк кино Дерек Виннерт, этот фильм стал вторым для двух будущих икон британского кинематографа. Так, не упомянутая в титрах Диана Дорс, которая в том же году дебютировала в фильме «Кодекс Скотленд-Ярда», в этом фильме сыграла роль танцовщицы Аннетт. Также в роли полицейского снялся не упомянутый в титрах Дерк Богард. Это его второе появление в кино после дебюта в эпизодической роли в комедии Джорджа Формби «Давай, Джордж!» (1939)
За производство фильма отвечали компании Coronet Films и Alliance Films. Съёмки проходили на студии Cromwell Studios, Саутхолл, Мидлсекс, Великобритания. Дистрибутором фильма выступила кинокомпания Paramount Pictures.
Премьера фильма состоялась в Лондоне 25 июня 1947 года. В широкий прокат в Великобритании фильм вышел 13 октября 1947 года.

## Оценка критики
По мнению рецензента британского еженедельника Kine Weekly, это «остросюжетная гангстерская мелодрама, действие которой разворачивается вокруг лондонского „Дворца танцев“. Хорошо подобранный актёрский состав раскрывает сюжет с заразительным и обезоруживающим энтузиазмом и создает убедительную и яркую атмосферу. В режиссёрской работе много художественной фантазии и остроумия. Хорошее развлечение и неплохой триллер».
Журнал Monthly Film Bulletin в своей рецензии отметил, что «действие фильма разворачивается на фоне немодных лондонских улиц, складов и танцзала с хромированным покрытием». Фильм умело поставлен режиссёром, «его персонажи правдоподобны, за исключением недоверчивых детективов, а актёры, выступающие на стороне виновных, во главе с Барри Джонсом и Барри К. Барнсом, неприятно убедительны».
Американский журнал Variety посчитал, что фильм «сделан по шаблонам американских гангстерских драм… История начинается хорошо, но к концу распадается на части. У неё хороший темп, но режиссёр опережает события, чтобы вызвать шок или неожиданность. Актёрская игра хороша, но картина сильно бы выиграла, если бы Ричард Аттенборо и Билл Оуэн поменялись ролями. Мелкие роли сыграны особенно хорошо, и внимание уделено деталям». По мнению рецензента, в США «картине придётся во многом полагаться на сарафанное радио, поскольку рекламы довольно мало, а акцент кокни многих персонажей помешает восприятию фильма на большей части территории страны». Как пишет рецензент, этому фильму «стоит зарабатывать деньги в Англии», вряд ли он будет успешен в США даже как второй фильм на двойных киносеансах
В своей книге British Sound Films: The Studio Years 1928—1959 кинокритик Дэвид Куинлан (англ. David Quinlan) оценил фильм как хороший, написав, что это «не вполне убедительный, но уверенный в себе образец кинематографического мастерства». Кинокритик Лесли Хэлливелл пришёл к заключению, что это «сносная послевоенная мелодрама, подражающая Голливуду». The Radio Times Guide to Films написала о фильме: «Молодожены в реальной жизни Ричард Аттенборо и Шейла Сим сыграли главные роли в этом небольшом криминальном фильме, который также стал полнометражным дебютом Дирка Богарда в роли патрульного полицейского».
Кинокритик Дерек Виннерт назвал картину «интересной попыткой создания послевоенного британского фильма категории В в стиле американской криминальной мелодрамы». По мнению критика, «режиссура у постановщика комедий Кастэйрса довольно средняя, сценарий заурядный, но увлекательная актёрская игра придает фильму изюминку и поднимает на его более высокий уровень».
По мнению историка кино Стива Льюиса, «это забавная и очень увлекательная история, в которой Ричард Аттенборо демонстрирует свою атлетическую мощь, а также актёрские способности. По крайней мере, дважды ему удается уйти от хулиганов, нацеливших на него оружие. Также приятно посмотреть фильм, в котором злодеи полностью плохи. Ни в одном из них нет ни капли доброты». Как далее пишет Льюис, «Аттенборо, известный по „Парку юрского периода“ (1993), был очень молод, когда снимался в этом фильме, ему было всего 24 года, но если вам нравятся нуарные криминальные фильмы на фоне послевоенного британского „Дворца танцев“, тогда Аттенборо — не единственная причина посмотреть этот фильм».